# Lasiommata
Lasiommata es un género de mariposas de la subfamilia Satyrinae perteneciente a la familia de las Nymphalidae.

## Especies[1]
- Lasiommata megera (Linnaeus, 1767)
- Lasiommata paramegaera (Hübner, 1824)
- Lasiommata maera (Linnaeus, 1758)
- Lasiommata meadewaldoi (Rothschild, 1917)
- Lasiommata adrastoides (Bienert, [1870])
- Lasiommata felix (Warnecke, 1929)
- Lasiommata maderakal (Guérin-Méneville, 1849)
- Lasiommata schakra (Kollar, [1844])
- Lasiommata maerula C. & R. Felder, [1867]
- Lasiommata majuscula (Leech, [1892])
- Lasiommata minuscula (Oberthür, 1923)
- Lasiommata kasumi Yoshino, 1995
- Lasiommata hindukushica (Wyatt & Omoto, 1966)
- Lasiommata menava Moore, 1865
- Lasiommata petropolitana (Fabricius, 1787)
- Lasiommata hefengana Chou & Zhang, 1994

## Galería

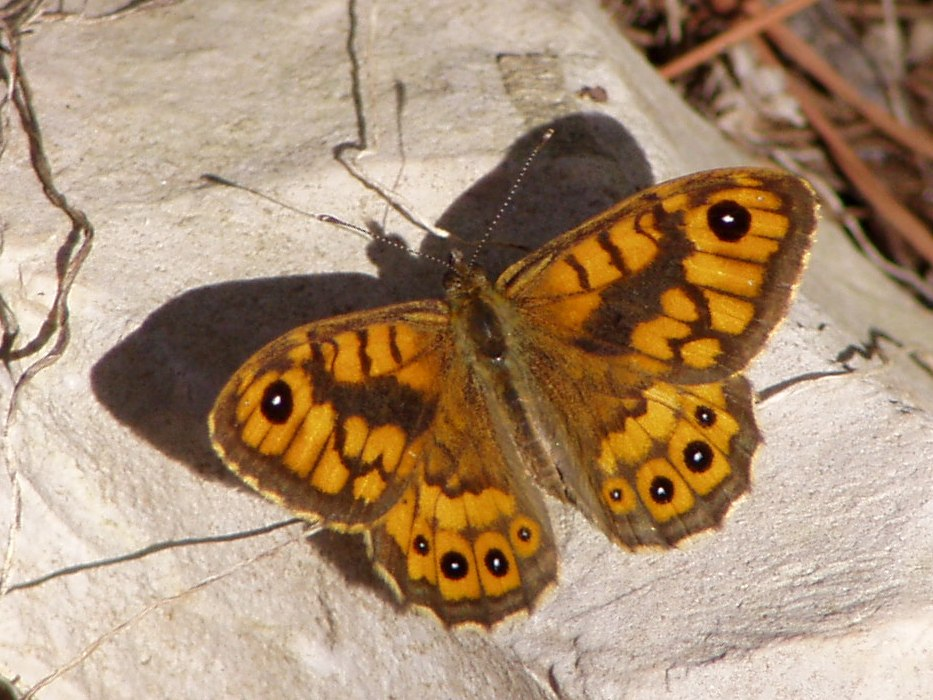
Lasiommata megera
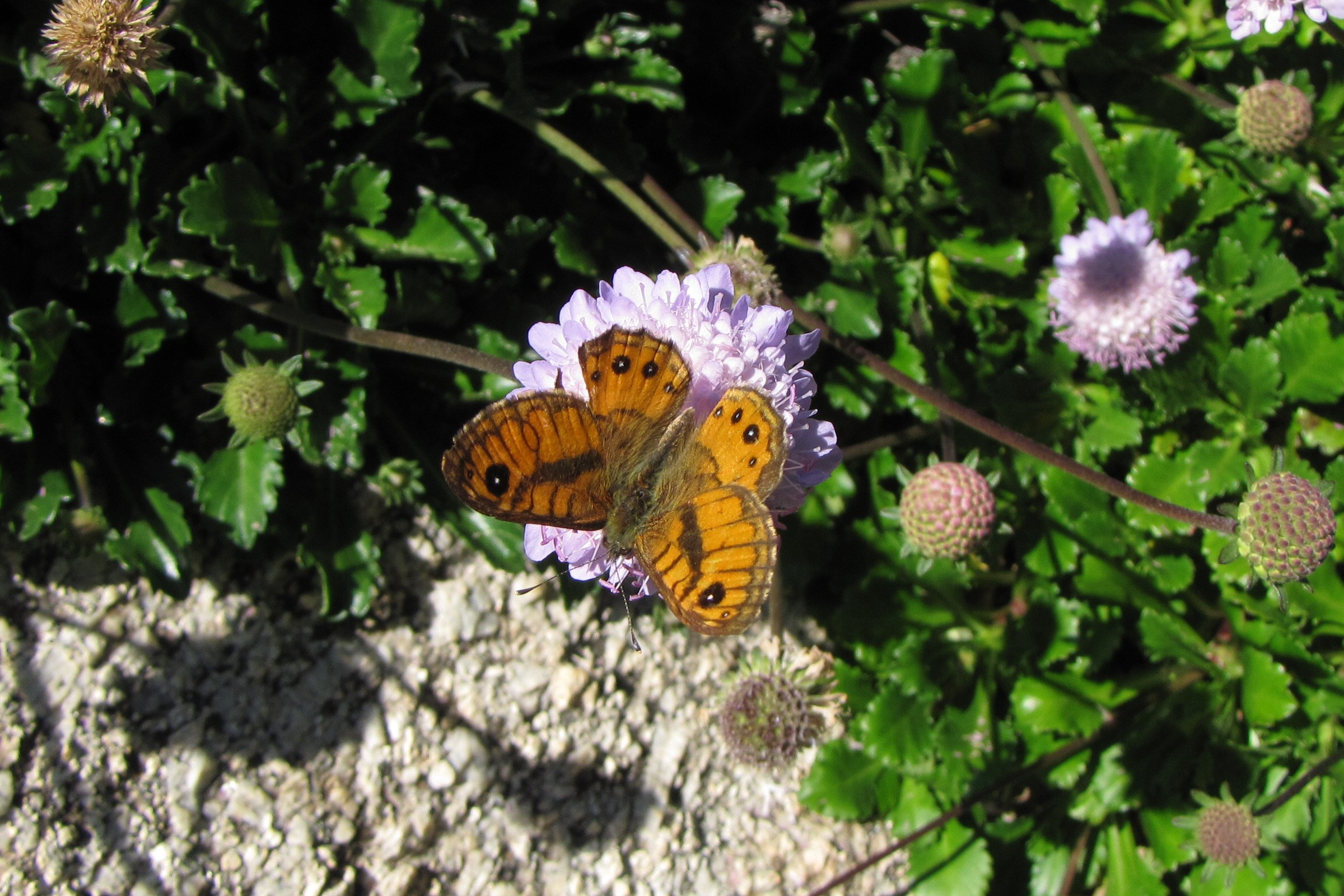
Lasiommata paramegaera
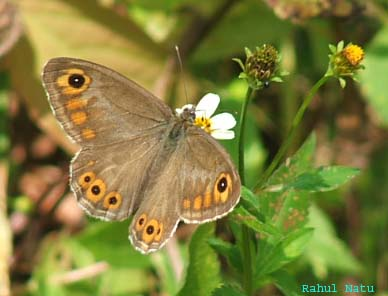
Lasiommata schakra
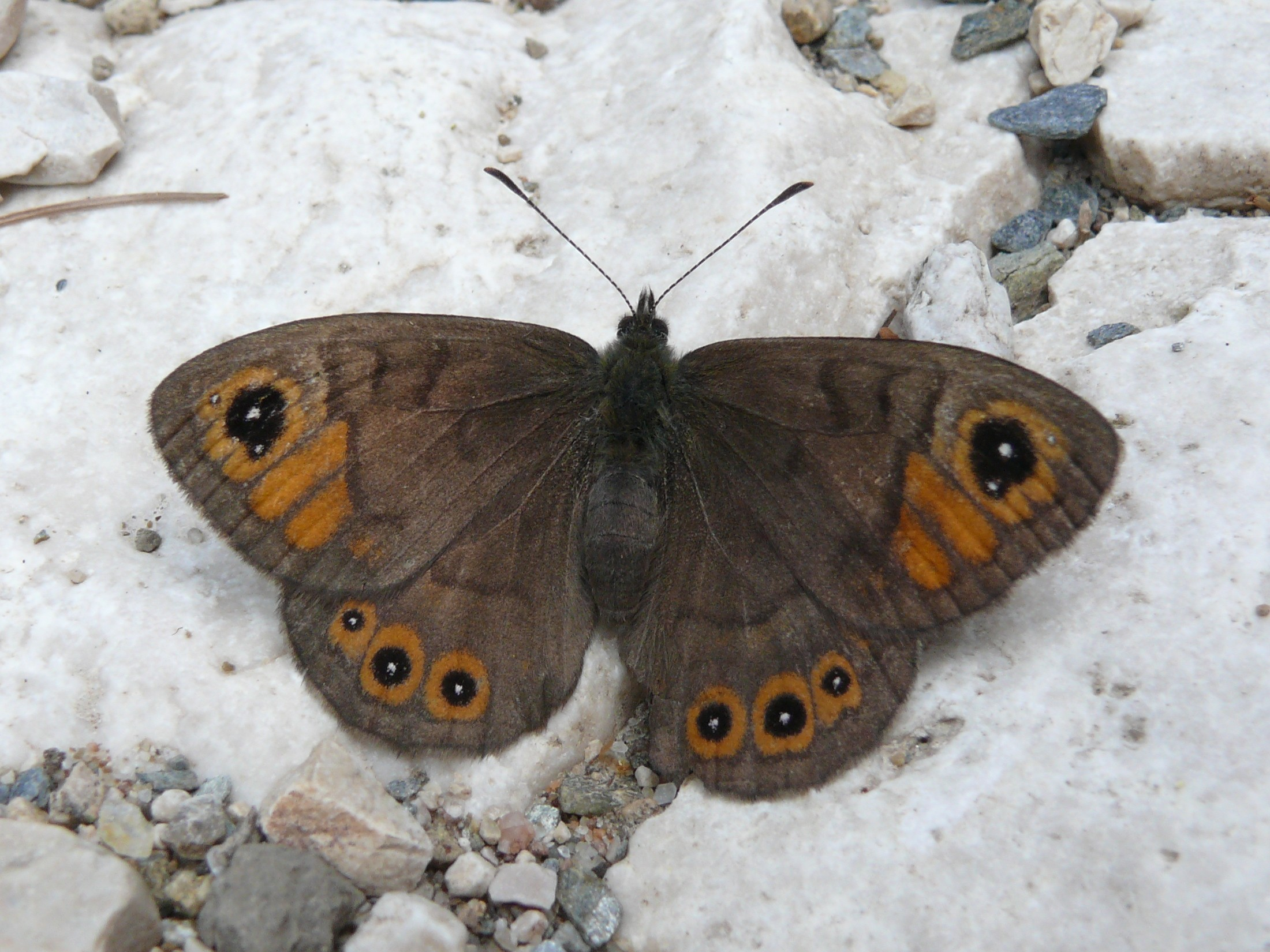
Lasiommata petropolitana